# تعطیلات عمومی در فرانسه
در فرانسه ۱۱ روز به‌طور رسمی تعطیل است ،موزل و آلزاس علاوه بر این ۱۱ روز ۲ روز دیگر را به عنوان تعطیلی به رسمیت می‌شناسند. برخلاف اکثر کشورها، این تعطیلات هنگام تعطیلات آخر هفته به روزهای تغییر نمی‌کند.
تعطیلات رسمی در فرانسه
| تاریخ     | نام             | نام فرانسوی                                | توضیحات                                                    |
| --------- | --------------- | ------------------------------------------ | ---------------------------------------------------------- |
| ۱ ژانویه  | روز سال نو      | Nouvel an / Jour de l'an / Premier de l'an |                                                            |
| جشن متحرک | آدینه نیک       | Vendredi saint                             | جمعه قبل از یکشنبه عید پاک، فقط موزل و آلزاس               |
| جشن متحرک | دوشنبه عید پاک  | Lundi de Pâques                            | دوشنبه بعد از یکشنبه عید پاک (یک روز پس از یکشنبه عید پاک) |
| ۱ می      | روز جهانی کارگر | Fête du Travail                            |                                                            |
| ۸ می      | روز پیروزی      | Fête de la Victoire                        | پایان جنگ جهانی دوم در اروپا                               |
| جشن متحرک | جشن عروج        | Ascension                                  | پنجشنبه، ۳۹روز پس از یکشنبه عید پاک                        |
| جشن متحرک | دوشنبه سفید     | Lundi de Pentecôte                         | دوشنبه، ۵۰ روز پس از عید پاک                               |
| ۱۴ جولای  | روز باستیل      | Fête Nationale                             | روز ملی فرانسه                                             |
| ۱۵ آگوست  | عروج مریم       | Assomption                                 |                                                            |
| ۱ نوامبر  | روز همه قدیسین  | Toussaint                                  |                                                            |
| ۱۱ نوامبر | روز آتش‌بس       | Armistice de 1918                          | پایان جنگ جهانی اول                                        |
| ۲۵ دسامبر | کریسمس          | Noël                                       |                                                            |
| ۲۶ دسامبر | روز سنت استفان  | Deuxième jour de Noël                      | فقط در موزل و آلزاس                                        |